# Mazda Verisa
O Verisa é um monovolume compacto da Mazda.